# Морська обсерваторія в Пулі
Морська обсерваторія в Пулі — астрономічна обсерваторія Військово-морських сил Австро-Угорщини, яка працювала в 1869—1914 роках в місті Пулі (нині у складі Хорватії). Найстаріша астрономічна установа в Хорватії, яка в 1871—1880 роках завдяки зусиллям Йоганна Палізи обсерваторія була одним зі світових лідерів з відкриття астероїдів.
Обсерваторія була заснована у 1869 році, після того як Пула стала головним австрійським військовим портом. Вона була астрономічним закладом Військово-морського флоту Австро-Угорщини та навчальною та науковою базою Військово-морської академії в Рієці. Припинила своє існування в листопаді 1918 року із закінченням Першої світової війни та розпадом Австро-Угорської імперії. Будівля колишньої обсерваторії була пошкоджена під час Другої світової війни. А 1973 року у відреставрованій частині будівлі було засновано астрономічне товариство «Істрія».

## Розташування
Військово-морська обсерваторія в Пулі розташована в одному з найкрасивіших місць міста на Монте Заро, недалеко від центру міста, з видом на затоку і порт Пули. Навколо неї розбили парк, прикрашений різноманітною флорою, яку протягом багатьох років морські кораблі привозили зі своїх наукових місій по всьому світу.

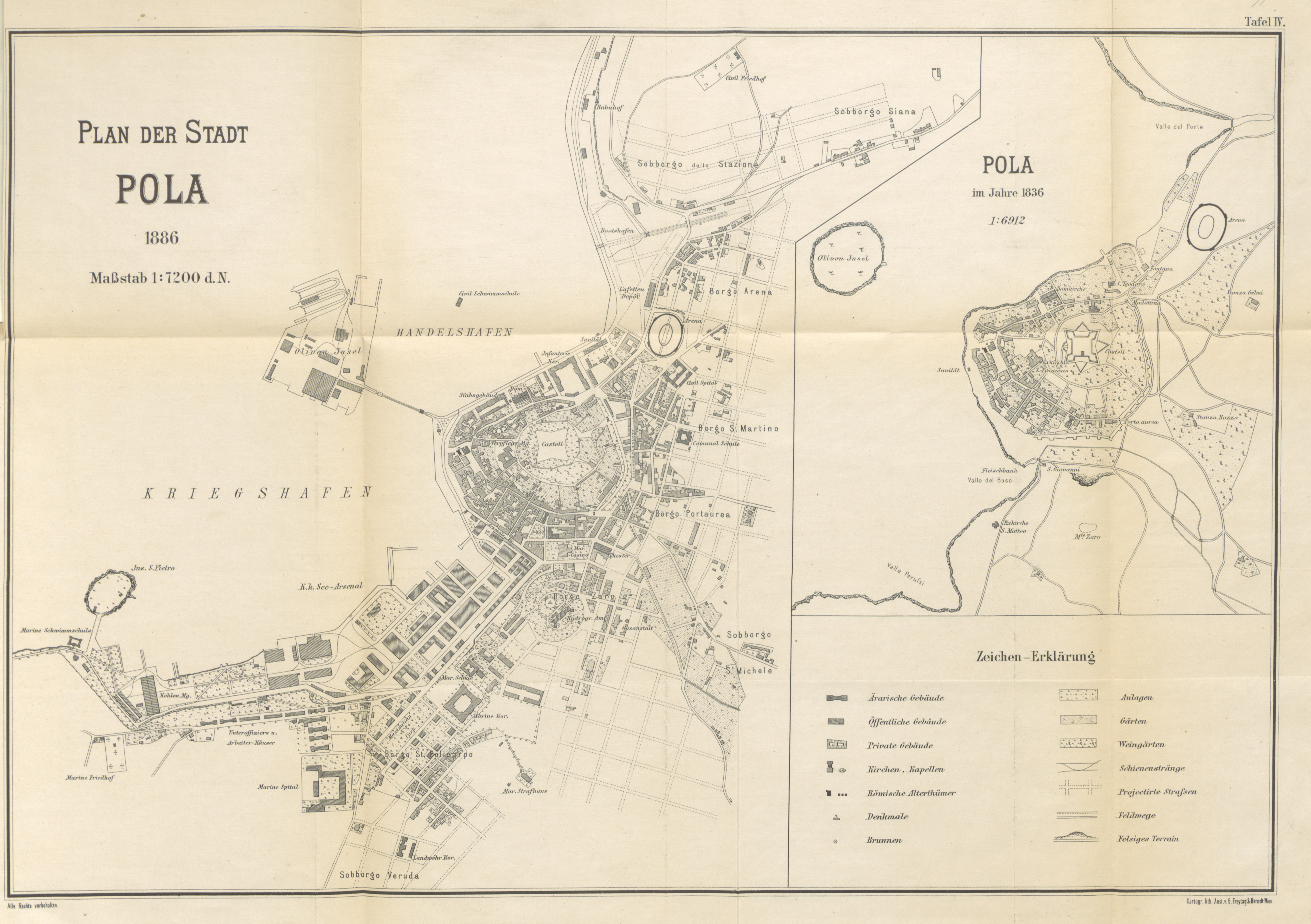
Карта Пули 1866 року, на якій в центральній частині знаходиться пагорб Монте-Заро з будівлею Гідрографічного інституту і обсерваторії та великим парком навкруги

## Історія обсерваторії

### Передісторія обсерваторії

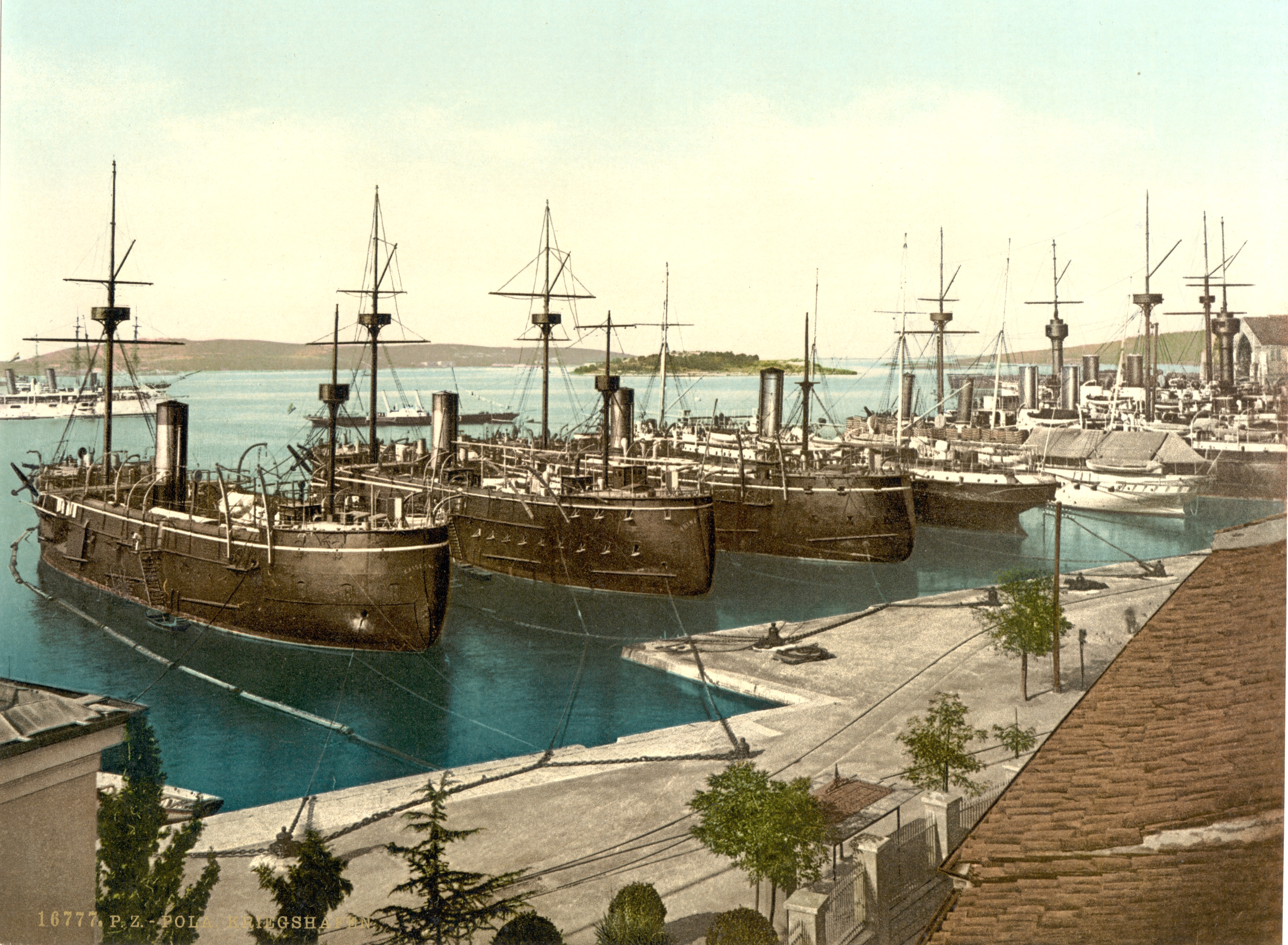
Створення у Пулі головного морського порту австрійського флоту в 1863 році стало головною причиною переїзду Гідрографічного інституту з Трієста до Пули

Австрійці заснували свою першу морську обсерваторію 1840 року у складі військово-морського коледжу у Венеції. В ній вивчали морську астрономію, зберігали і обслуговували морські астрономічні прилади.
На основі першої морської обсерваторії був заснований Гідрографічний інститут.
У жовтні 1851 року Морський коледж у Трієсті став Морською академією, а 1857 року обсерваторія стала військово-морською обсерваторією, яка служила для навчання Військово-морській академії в Рієці та одночасно надавала астрономічні послуги для потреб воєнного флоту Австро-Угорщини.

### Створення обсерваторії
У 1857 році австро-угорський флот був передислокований з Венеції до Пули, і Морська академія також остаточно переїхала до Пули 1866 року.
Першим керівником обсерваторії став доктор Франц Пауггер (Franz Paugger).
Відповідно до статуту Пульський гідрографічний інститут підпорядковувався вищому керівництву Адміралтейства і мав чотири відділи та чотири служби:
| Відділи Гідрографічного інституту                                                                                       | Служби військово-морської обсерваторії                                       |
| --- | ---------------------------------------------------------------------------- |
| 1. Обсерваторія 2. Зберігання навігаційно-фізичних приладів 3. Зберігання морських карт 4. Військово-морська бібліотека | 1. Служба часу 2. Служба часу 3. Метеорологічна служба 4. Геомагнітна служба |

### Робота обсерваторії
| Список астероїдів, відкритих Йоганном Палізою, у Військово-морській обсерваторії в Пулі |                   |
| Номер і назва                                                                           | Дата відкриття    |
| 136 Австрія                                                                             | 18 березня 1874   |
| 137 Мелібоя                                                                             | 21 квітня 1874    |
| 140 Жива                                                                                | 13 жовтня 1874    |
| 142 Полана                                                                              | 28 січня 1875     |
| 143 Адрія                                                                               | 23 лютого 1875    |
| 151 Абуданція                                                                           | 1 листопада 1875  |
| 153 Гільда                                                                              | 2 листопада 1875  |
| 155 Скілла                                                                              | 8 листопада 1875  |
| 156 Ксантиппа                                                                           | 22 листопада 1875 |
| 178 Белесама                                                                            | 6 листопада 1877  |
| 182 Ельза                                                                               | 7 лютого 1878     |
| 183 Істрія                                                                              | 8 лютого 1878     |
| 184 Дейопея                                                                             | 28 лютого 1878    |
| 192 Навсікая                                                                            | 17 лютого 1879    |
| 195 Евріклея                                                                            | 19 квітня 1879    |
| 197 Арета                                                                               | 21 травня 1879    |
| 201 Пенелопа                                                                            | 7 серпня 1879     |
| 204 Каллісто                                                                            | 8 жовтня 1879     |
| 205 Марта                                                                               | 13 жовтня 1879    |
| 207 Гедда                                                                               | 17 жовтня 1879    |
| 208 Лакрімоза                                                                           | 21 жовтня 1879    |
| 210 Ізабелла                                                                            | 12 листопада 1879 |
| 211 Ізольда                                                                             | 10 грудня 1879    |
| 212 Медея                                                                               | 6 лютого 1880     |
| 214 Ашера                                                                               | 29 лютого 1880    |
| 216 Клеопатра                                                                           | 10 квітня 1880    |
| 218 Біанка                                                                              | 4 вересня 1880    |
| 219 Туснельда                                                                           | 30 вересня 1880   |

В 1871 році на одному з міських пагорбів, Монте-Зара, було побудовано спеціальну будівлю для гідрографічного інституту, у складі якого також була обсерваторія. Після зведення нової будівлі навколо неї розбили парк, який став одним із найкрасивіших у Пулі. Протягом багатьох років морські кораблі зі своїх наукових місій по всьому світу привозили різноманітну флору, якою був прикрашений парк. Напроти Інституту в парку в 1877 році був встановлений пам'ятник віце-адміралу Вільгельму фон Тегетгофу, який прославився в 1866 році, розбивши італійський флот в битві біля Лісси.
Завдяки сучасному на той час обладнанню, новим методам роботи, а також винятковим зусиллям австрійського астронома Йоганна Палізи, Морська обсерваторія в Пулі стала одним із світових лідерів з відкриття астероїдів, відкривши в 1871—1880 роках 28 нових астероїдів. Один із них отримав назву 183 Істрія — на честь регіону Істрія, де знаходиться обсерваторія. 21 серпня 1879 року Паліза також відкрив комету.
Крім того, обсерваторія проводила метеорологічні і гідрографічні спостереження, підтримувала службу часу, склала фундаментальний каталог зір за допомогою спостережень на меридіанному кругу.
Йоганн Паліза керував обсерваторією в 1872—1880 роках. Потім в 1883—1901 роках керівником обсерваторії був Іво Бенко.
Під час Першої світової війни бойові дії відбувались далеко від Адріатичного моря, і Пула, як головний військовий порт австро-угорського флоту, не була під загрозою. Це забезпечило безперебійну роботу всіх відділів Гідрографічного інституту.

### Закриття обсерваторії
Із закінченням Першої світової війни та розпадом Австро-Угорської імперії в листопаді 1918 року всі австро-угорські міністерства були скасовані, і Гідрографічний інститут Імператорського флоту припинив своє існування.
Астрономічні інструменти та бібліотека були перевезені до Трієста та інших італійських міст, а Гідрографічний інститут в Пулі був перейменований на Італійський королівський гідрографічний інститут. Він пробовжив проводити метеорологічні та геомагнітні спостереження, тоді як астрономічна діяльність повністю зупинилась.

### Подальша доля будівель

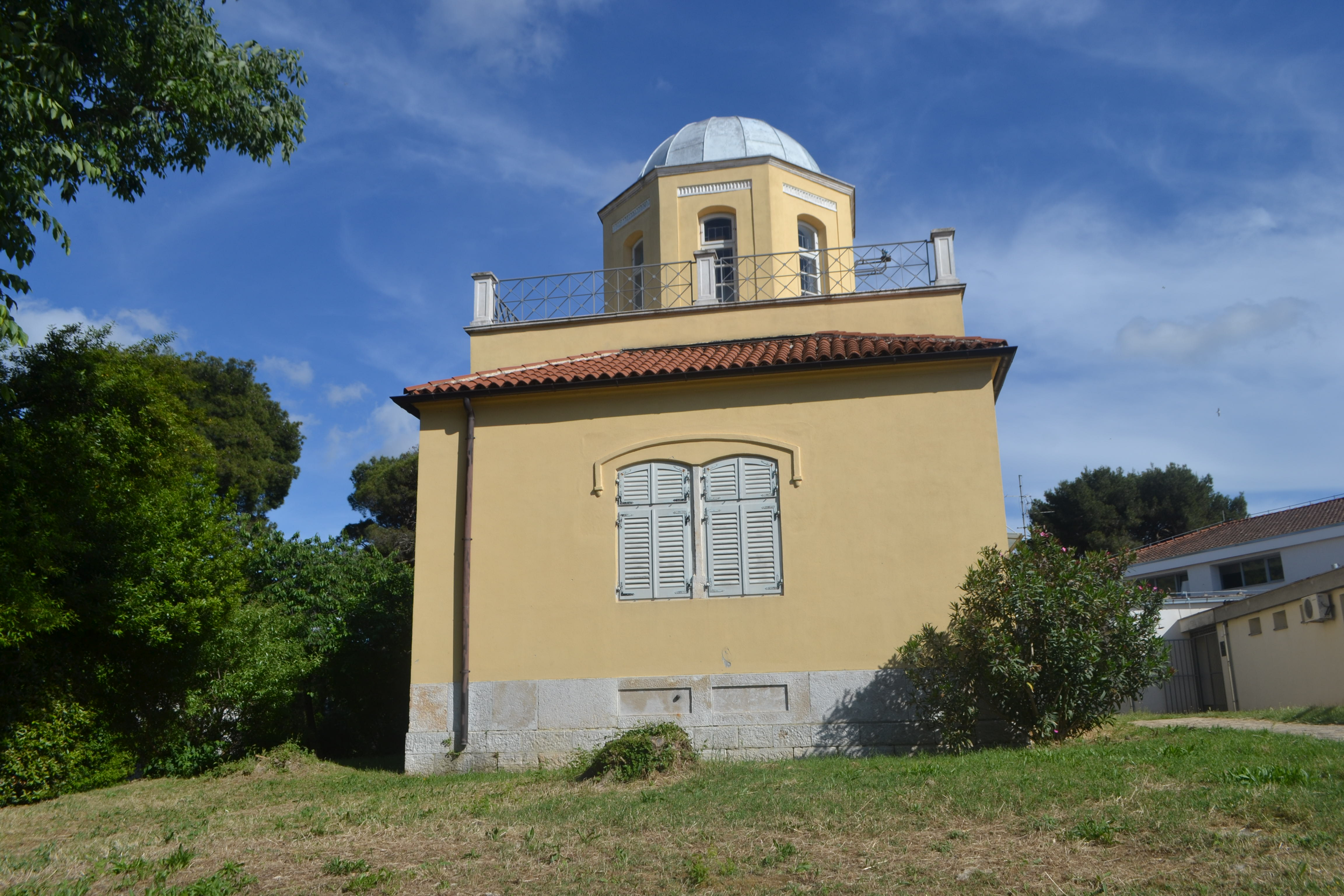
Після бомбардування 1944 року частково збереглося лише північно-східне крило будівлі Гідрографічного інституту в Пулі, де розташовувалася обсерваторія. Саме в ньому в 1973 році засновано Астрономічне товариство «Істрія»

Після капітуляції Італії у Другій світовій війні в 1943 році Пула була окупована німецькою армією. Наприкінці 1943 року англо-американська авіація розпочала масштабні повітряні бомбардування міста.
На початку 1944 року під час авіанальоту будівлю колишнього Гідрографічного інституту було зруйновано. Після бомбардування частково збереглося лише північно-східне крило будівлі, в якому була обсерваторія. Після усунення залишків руїн на цьому місці згодом збудували дитячий садок.
У період з 1947 по 1948 років залишки будівлі були відреставровані, і там розмістилась метеорологічна станція військово-морських сил Югославії. У 1949 році метеостанція увійшла до складу Управління гідрометеорологічної служби при уряді Соціалістичної Республіки Хорватія, а в 1973 році там було засновано астрономічне товариство «Істрія».